# Битва при Сан-Чезарио
Битва при Сан-Чезарио произошла в августе 1229 года и явилась кульминацией междоусобной войны между членами Ломбардской лиги. В этом решающем сражении город Модена и её союзники победили Болонью и её союзников.
В этом конфликте, начавшемся в 1226 году, сторону Болоньи заняли Милан и Пьяченца, а Модену поддержали Кремона и Парма. Бывший союзник Болоньи город Реджо сохранил нейтралитет. В 1228 году болонцы вторглась в земли Модены, но став жертвой мора они были вынуждены были отступить оттуда.
В августе 1229 года Болонья осадила моденский замок Сан-Чезарио. Согласно «Анналам гвельфов Пьяченцы», коммуна Пьяченцы отправила 174 рыцаря на помощь Болонье. Согласно Салимбене Пармскому, замок был взят болонцами на виду у жителей Модены, Пармы и Кремоны, которые были там со своими войсками. В итоге, согласно его же хронике, «ночью между ними и болонцами произошло величайшее сражение… и жестоко сражались в этой битве, и были очень большие потери с обеих сторон среди людей, как пехотинцев, так и конников». Болонцы были вынуждены отступить, «оставив на поле боя свою боевую повозку и всё, что у них было».
После своей победы моденцы намеревались забрать брошенный болонцами карроччо к себе в город, но в дело от имени Болоньи вмешались пармезанцы. Согласно Салимбене они заявили, что «нехорошо совершать какое-либо зло врагам своим и что это будет несмываемым позором и повлечёт за собой многочисленные беды». В итоге карроччо доставили в болонский замок Пьюмаццо.
Одним из погибших в битве при Сан-Чезарио был двоюродный брат отца Салимбене Берардо Оливерио ди Адамо, воевавший на стороне Пармы. В качестве почести его тело упокоили перед купелью Пармского баптистерия. В Chronicon Parmense он описывается как «красноречивый судья и опытный солдат», который погиб «в битве при Сан-Чезарио» и был похоронен в «церкви Сант-Агата, которая служит часовней большой церкви города Пармы».
По словам Пьетро Кантинелли, часть болонских ополченцев подняли мятеж после своего отступления из-под стен Сан-Чезарио. Мятежники захватили Палаццо Коммунале в Болонье и потребовали установления мира, власти коммуны начали переговоры с Моденой. Епископ Энрико делла Фратта был одним из переговорщиков от Болоньи, а Гуала де Рониис выступил посредником. Перемирие было подписано 11 декабря 1229 года сроком на девять лет. В 1234 году Болонья нарушила его.
Война между Болоньей и Моденой происходила в тот период, когда папа Григорий IX пытался сплотить Ломбардскую лигу, чтобы та сражалась на его стороне против бывшего врага лиги, императора Фридриха II, в так называемой Войне ключей. Сравнение количества войск, брошенных коммунами на войну против Фридриха и на войну между собой, показывает, насколько большее значение они придавали последней.